# Триподиск
Триподиск (дав.-гр. Τριποδίσκος) — стародавнє місто, яке було розташоване в гірському масиві Геранія (Мегарида).
За легендою було засноване аргоським героєм Коребом, що вбив потвору, наслану на місто Аполлоном. На знак покарання за вбивство священної тварини Кореб повинен був постійно носити в руках триножник, а в разі, якщо той випаде з рук, оселитися на тому місці, де це сталося, і більше не повертатися до рідного міста. Герой не втримав священний предмет на півшляху до Дельф і змушений був заснувати поселення серед гір, яке отримало назву на честь триножника (грец. τρίποδος)
Певний час Триподиск був незалежним і мав власних володарів (які вважали себе нащадками Кореба), але в IX ст. до н. е., був приєднаний до Мегар, для яких мав стратегічне значення, бо контролював гірську дорогу між Пелопоннесом і Беотією, а головне — сполучення Мегар з гаванями у Коринфській затоці — Пагами і Егосфенами.
У Триподиску народився Сусаріон — «батько давньогрецької комедії».